# 두브로브니크네레트바주

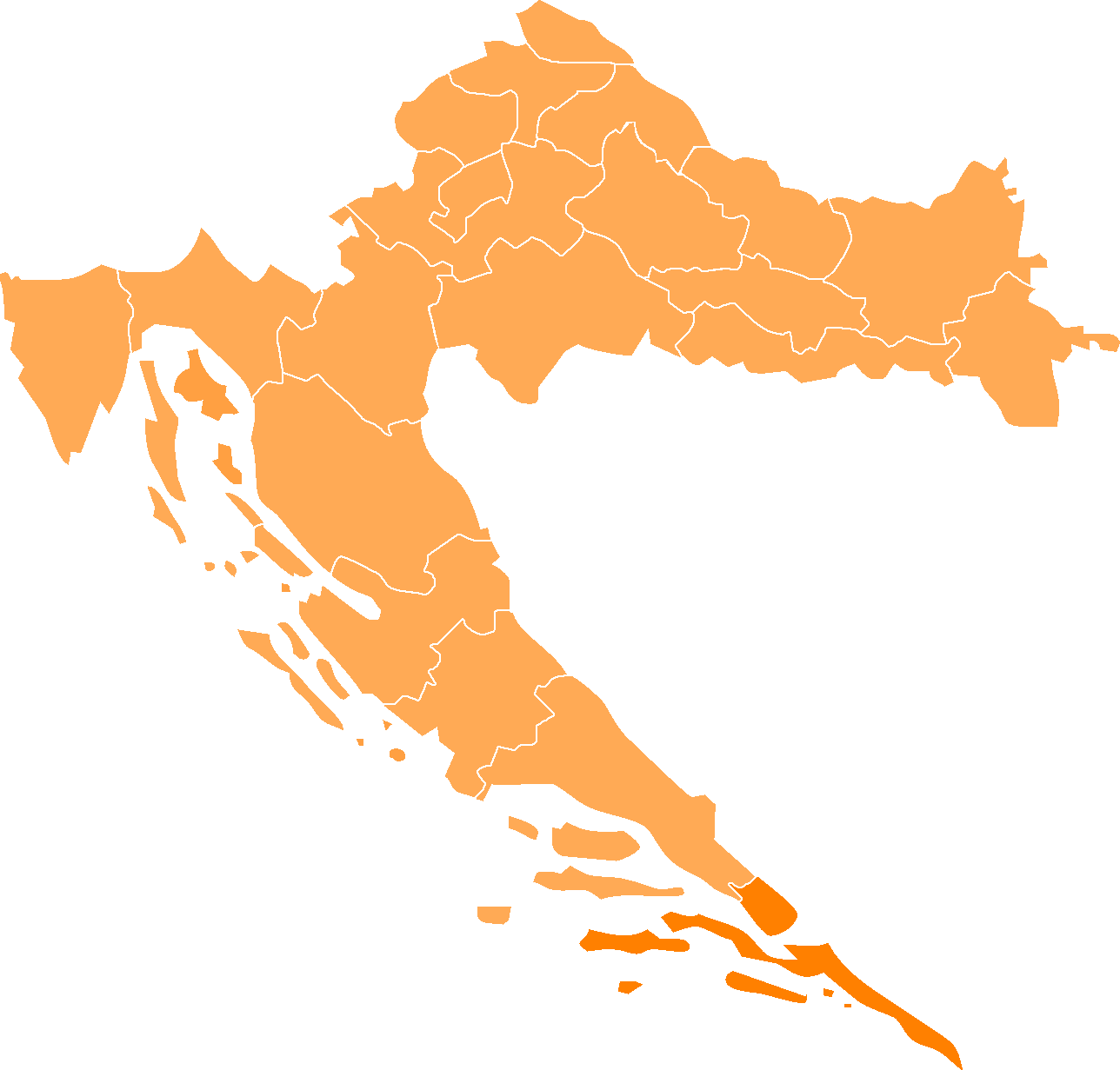
두브로브니키네레트바 주의 위치

두브로브니크네레트바주(크로아티아어: Dubrovačko-neretvanska županija)는 크로아티아 달마티아 지방과 크로아티아 최남단에 위치한 주로 주도는 두브로브니크이며 면적은 1,782km2, 인구는 122,870명(2001년 기준), 인구 밀도는 69명/km2이다.
남쪽과 서쪽으로는 아드리아해와 접하며 북서쪽으로는 스플리트달마티아주와 접하며 북쪽과 동쪽으로는 보스니아 헤르체고비나, 남동쪽으로는 몬테네그로와 국경을 접한다. 주 북부와 남부는 보스니아 헤르체고비나의 네움을 사이에 두고 서로 떨어져 있는 월경지이다. 코르출라섬, 라스토보섬, 믈레트섬, 시판섬, 로푸드섬, 콜로체프섬을 포함한다. 5개 시와 17개 지방 자치체를 관할하며 주 의회는 41개 의석으로 구성되어 있다.

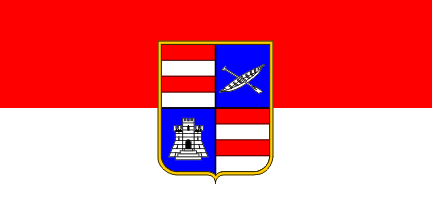
주기
주 문장

## 인구
| 연도 | 인구   | ±%     |
| ---- | ------ | ------ |
| 1857 | 63,379 | —      |
| 1869 | 63,292 | −0.1%  |
| 1880 | 69,185 | +9.3%  |
| 1890 | 74,708 | +8.0%  |
| 1900 | 83,135 | +11.3% |
| 1910 | 87,665 | +5.4%  |
| 1921 | 86,610 | −1.2%  |
| 1931 | 90,577 | +4.6%  |

| 연도 | 인구    | ±%    |
| ---- | ------- | ----- |
| 1948 | 88,535  | −2.3% |
| 1953 | 94,812  | +7.1% |
| 1961 | 99,593  | +5.0% |
| 1971 | 108,131 | +8.6% |
| 1981 | 115,683 | +7.0% |
| 1991 | 126,329 | +9.2% |
| 2001 | 122,870 | −2.7% |
| 2011 | 122,568 | −0.2% |